# ミール (農村共同体)

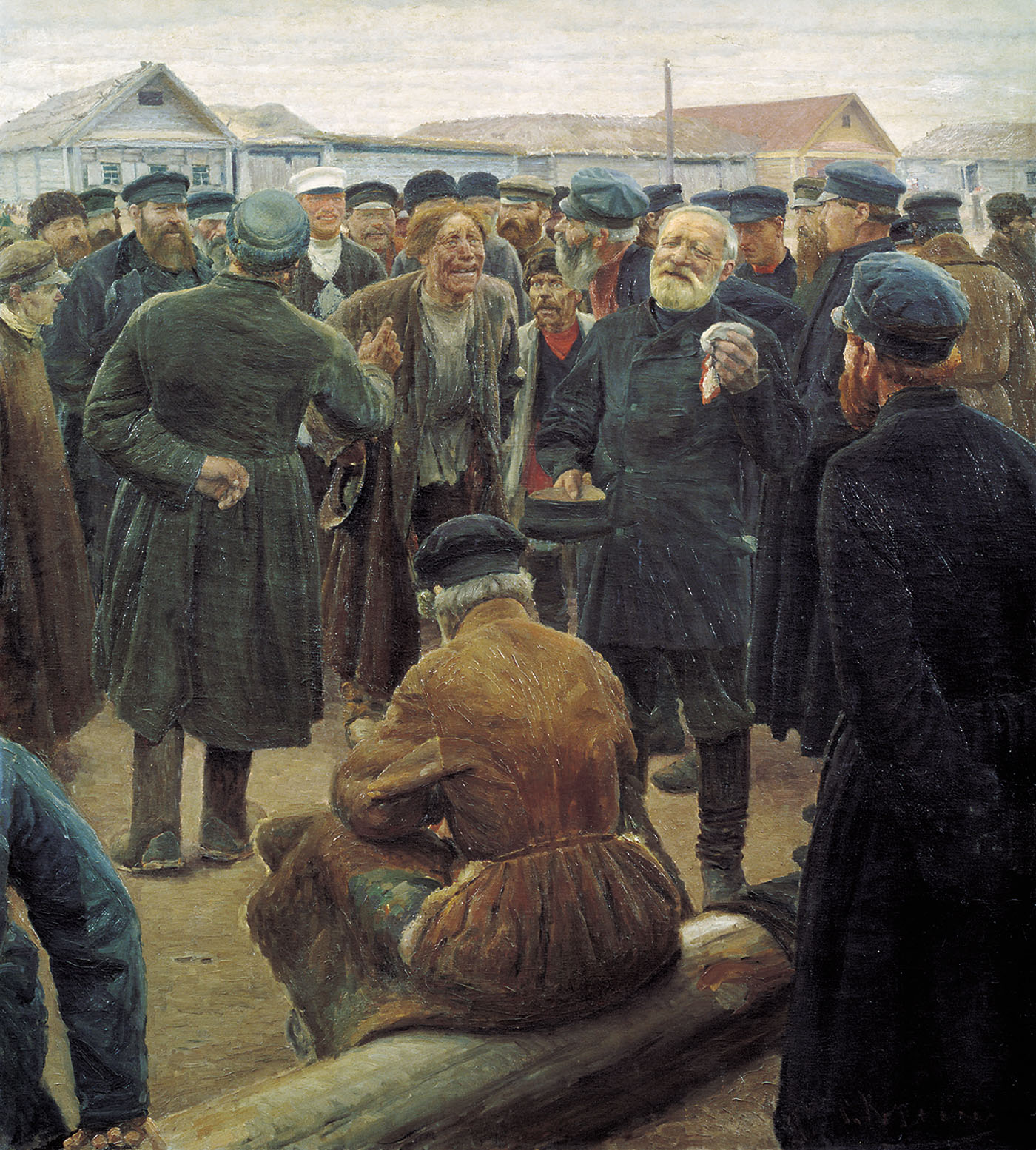
セルゲイ・コローヴィンによるオブシュチーナの集い

ミール（mir、ロシア語: мир  、「社会」、他の意味でも）またはオプシーナ（obshchina、ロシア語: общи́на）は、ロシア帝国にかつて存在した農村共同体。別名をselskoye obshchestvo （ロシア語: сельское общество  「農村コミュニティ」、19世紀と20世紀の正式な用語。ウクライナ語: сільське товариство ）ともいう。
ミールの存在は、少なくとも15～16世紀にはその存在が確認できる。ミールの構成員は、各郷 (ボーロスチ) の農民であり、長老 (スターロスタ) をはじめとする共同体の役員を選挙した。これらの役員が中心となって、森林への伐採・入会権や森林や漁場・猟場を使用する権利が定められた。
17世紀から18世紀における農奴制の強化とともに、ミールによる共同体自治は政府や地主によって次第に制限された。なかでも、18世紀の初めに人頭税が制定されると、地主領の農奴に対しミールごとに耕地を定期的に割替えされた。
19世紀の初頭には、国有地の農民にもミールが導入されるようになり、1838年の法令によりミールは公認されるとともに、納税の際、連帯責任で負担するように定められた。1861年のアレクサンドル2世による農奴解放ののち、ミールの成員はスホードと呼ばれる集会を開いて長老を選挙するようになり、ミール内部のことは自主的な政治的意思決定がおこなわれた。しかし1889年には、この集会も政府の管理下におかれるようになった。
日露戦争の影響によるロシア第一革命ののち、1905年にストルイピンの改革によって私有地振興政策がとられたために、ミールは衰退した。このミールの制度はロシア独特のものとしてスラブ主義者によって高く評価されたが、他方 A.I.ゲルツェンのようなナロードニキ指導者も、ミールの基盤によりロシアは資本主義を経過することなくすぐさま社会主義へ移行できると宣伝した。